# Уайт, Итан
Но́ррис И́тан Уа́йт (англ. Norris Ethan White; род. 1 января 1991, Кенсингтон, Мэриленд) — американский футболист, защитник.

## Клубная карьера
Уайт начинал спортивную карьеру с занятий лёгкой атлетикой, в 2003 году участвовал в юношеской Олимпиаде AUU, на которой выиграл соревнования по современному пятиборью и серебряную медаль в беге на 1500 м. Вместе с командой своей старшей школы он в 2007 году выиграл чемпионат штата Мэриленд по футболу. Уайт был игроком молодёжной академии профессионального клуба «Ди Си Юнайтед». В 2009—2010 годах Уайт учился в Мэрилендском университете в Колледж-Парке, был игроком университетской футбольной команды «Мэриленд Террапинс». В студенческом сезоне 2009 года Уайт в стартовом составе своей команды играл во всех 23 матчах, помог команде сыграть девять матчей без пропущенных голов. По итогам сезона был включён в сборную новичков конференции ACC. В сезоне 2010 года Уайт сыграл 20 матчей, ещё три пропустил из травм. В команде «Террапинс» он был одним из лучших защитников, помог команде провести 15 матчей без пропущенных голов, а по итогам сезона был включен во вторую сборную конференции ACC.
В декабре 2010 года Уайт, минуя драфт MLS, заключил профессиональный контракт с клубом «Ди Си Юнайтед». В этом клубе он провёл три сезона, часть 2012 года провёл в аренде в клубе «Ричмонд Кикерс». В 2013 году Уайт играл в основном составе в финале Открытого кубка США по футболу, который его команда выиграла.
В январе 2014 года был обменян в клуб «Филадельфия Юнион». Там он провёл два сезона, в 2014 году был отдан в непродолжительную аренду клубу «Харрисбург Сити Айлендерс».
В декабре 2015 года Уайта снова обменяли, на этот раз он оказался в клубе «Нью-Йорк Сити». В первом сезоне за новый клуб Итан сыграл 13 матчей. В ноябре 2016 года он заключил с «Нью-Йорк Сити» новый контракт. После завершения сезона 2017 контракт Уайта не был продлён.

## Международная карьера
В 2010 году Уайт был в составе молодёжной сборной США, одержавшей победу в Молочном кубке в Северной Ирландии.

## Достижения
Командные
 «Ди Си Юнайтед»
- Обладатель Кубка США: 2013